# Florian Ratajczak
Florian Ratajczak (ur. 3 maja 1935 w Wirach) – polski działacz partyjny i państwowy, nauczyciel oraz dyplomata, w latach 1981–1986 I sekretarz Komitetu Wojewódzkiego PZPR w Gorzowie Wielkopolskim.

## Życiorys
Syn Ludwika i Jadwigi. W 1969 ukończył studia pedagogiczne na Uniwersytecie im. Adama Mickiewicza w Poznaniu, kształcił się też w zakresie administracji na UAM (1978) i na kursie w Akademii Nauk Społecznych w Moskwie (1981). Należał do Związku Harcerstwa Polskiego (1948–1949) i Związku Młodzieży Polskiej (1949–1953). Później działał też m.in. w Związku Nauczycielstwa Polskiego (od 1953 do 1975 członek władz w Choszcznie), Froncie Jedności Narodu (od 1963 do 1968 przewodniczący powiatowego komitetu w Choszcznie) oraz Towarzystwie Przyjaźni Polsko-Radzieckiej (szef zarządu wojewódzkiego i członek władz krajowych).
Od 1953 do 1954 pracował jako nauczyciel w Zatomie i Breniu, potem został kierownikiem Wydziału Oświaty w Prezydium Powiatowej Rady Narodowej w Choszcznie. W 1960 wstąpił do Polskiej Zjednoczonej Partii Robotniczej. Od 1974 związany z Komitetem Powiatowym PZPR w Choszcznie, w którym był sekretarzem ds. propagandy i członkiem egzekutywy. Od 1975 do 1978 dyrektor Wydziału ds. Wyznań Urzędu Wojewódzkiego w Gorzowie Wielkopolskim, następnie do 1981 kierownik Wydziału Pracy Ideowo-Wychowawczej w tamtejszym Komitecie Wojewódzkim. Od 20 czerwca 1981 do 15 stycznia 1986 pełnił funkcję I sekretarza KW PZPR w Gorzowie Wielkopolskim, później został radcą ambasady w Berlinie. Działał także jako wiceprezes Gorzowskiego Towarzystwa Kultury.